# Hysterocrates gigas
Hysterocrates gigas je zástupce čeledi sklípkanovitých objevený v Kamerunu.

## Popis
Jedná se o zemního, norového sklípkana, jenž se vyskytuje v barvách od černé a šedé až po rezavě oranžovou/hnědou. Dosahuje velikosti 10 cm v těle, rozpětí nohou až 20 cm. Obývá až jeden metr hluboké nory, které si sám hloubí. 
Má jen malá očka a velmi špatný zrak, který používá pouze k posouzení světelné intenzity Jeho abdomen je oválného tvaru bez obranných chloupků za to má vcelku dost silný jed a proto patří mezi toxický významné jedince. Má chlupaté a velmi silné nohy, obzvláště ty zadní. 

## Potrava
Živí se ostatními bezobratlými, jako například cvrčky, sarančaty, šváby, ale i jinými pavouky. K jejich potravě patří i menší obratlovci jako myši, ještěrky, hadi, či ptáci a dokonce i ryby. 